# 미나모토노 긴타다

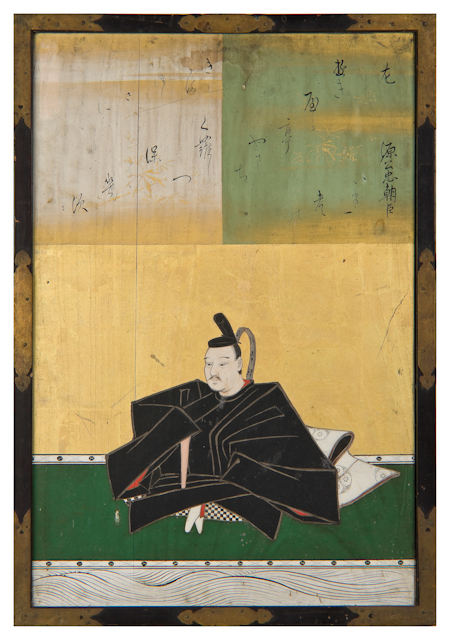
미나모토노 긴타다（『三十六歌仙額』）

미나모토노 긴타다(일본어: 源公忠, 원공충)는 일본 36가선 중 한명이다. 헤이안(平安) 중기의 관인(官人)이자 가인(歌人)이었다. 아버지는 대장경(大蔵卿)을 지낸 미나모토노 구니노리(源国紀|みなもとの くにのり, 원국기)이다.
엔기(延喜|えんぎ, 연희)13년 (913년) 소부조(掃部助), 엔기 18년 (918년) 다이고 천황(醍醐天皇|だいごてんのう, 제호천황)의 장인(蔵人, 비서 격)이 된다. 엔쵸(延長|えんちょう, 연장)8년 (930년)에 다이고 천황이 붕어(崩御)하고 스자쿠 천황(朱雀天皇|すざくてんのう, 주작천황)이 즉위하자 이어서 스자쿠 천황의 장인이 된다. 말년에는 오우미(近江, 근강)의 지방관으로 발령되어 그곳에서 지냈다.
여러 가단(歌壇)에서 중요한 위치를 다졌다. 기노 쓰라유키 사망 시 사세(辞世)의 와카(和歌)를 지어 증여하였다고 한다. 후센와카슈(後撰和歌集, 후선화가집)에 2수(首), 그 외 촉센와카슈에 도합 21수가 정리 되어 있다.

## 일화
미나모토노 긴타다는 공무가 끝나면 어김없이 꿩사냥으로 하루를 즐겼다고 한다. 또한 그는 구세(久世) 군(郡)의 꿩고기와 다카노(交野) 군의 꿩고기의 맛을 기막히게 감별하였다고 하는데, 이에 사람들이 구세 군 꿩고기와 다카노 군 꿩고기로 요리를 만들어 올리면 그는 맛만 보고도 각 꿩고기의 출신지방을 기막히게 알아냈다고 한다.